# Jan Dobromil Arbeiter
Jan Mikuláš Dobromil Arbeiter (6. června 1794 Jistebnice – 10. února 1870 Praha) byl český lékárník, podnikatel, mecenáš a vlastenec.

## Životopis

### Mládí a studia
Jan Dobromil Arbeiter se narodil do rodiny barvíře Josefa Arbeitera a jeho ženy Anny. Bydleli v Jistebnici v domě čp. 51, avšak roku 1796 se rodina stěhuje do Tábora. Po absolvování triviální školy odchází do Prahy na další studia. Bydlel přitom u Jana Václava Neumanna a Antonie Neumannové v Kajetánském domě na Malé Straně. Absolvoval hlavní školu a roku 1808 nastoupil na malostranské gymnázium. To ale záhy opustil a přešel na jinou školu. V roce 1810 se za ním přestěhoval zbytek rodiny a společně bydleli v Kajetánském domě. Po smrti svého strýce Jana Václava Neumanna se rozhodl pro dráhu lékárníka. V roce 1821 vstoupil na lékařskou fakultu Karlo-Ferdinandovy univerzity, kde po roce získává titul magistra farmacie.

### Pražský měšťan

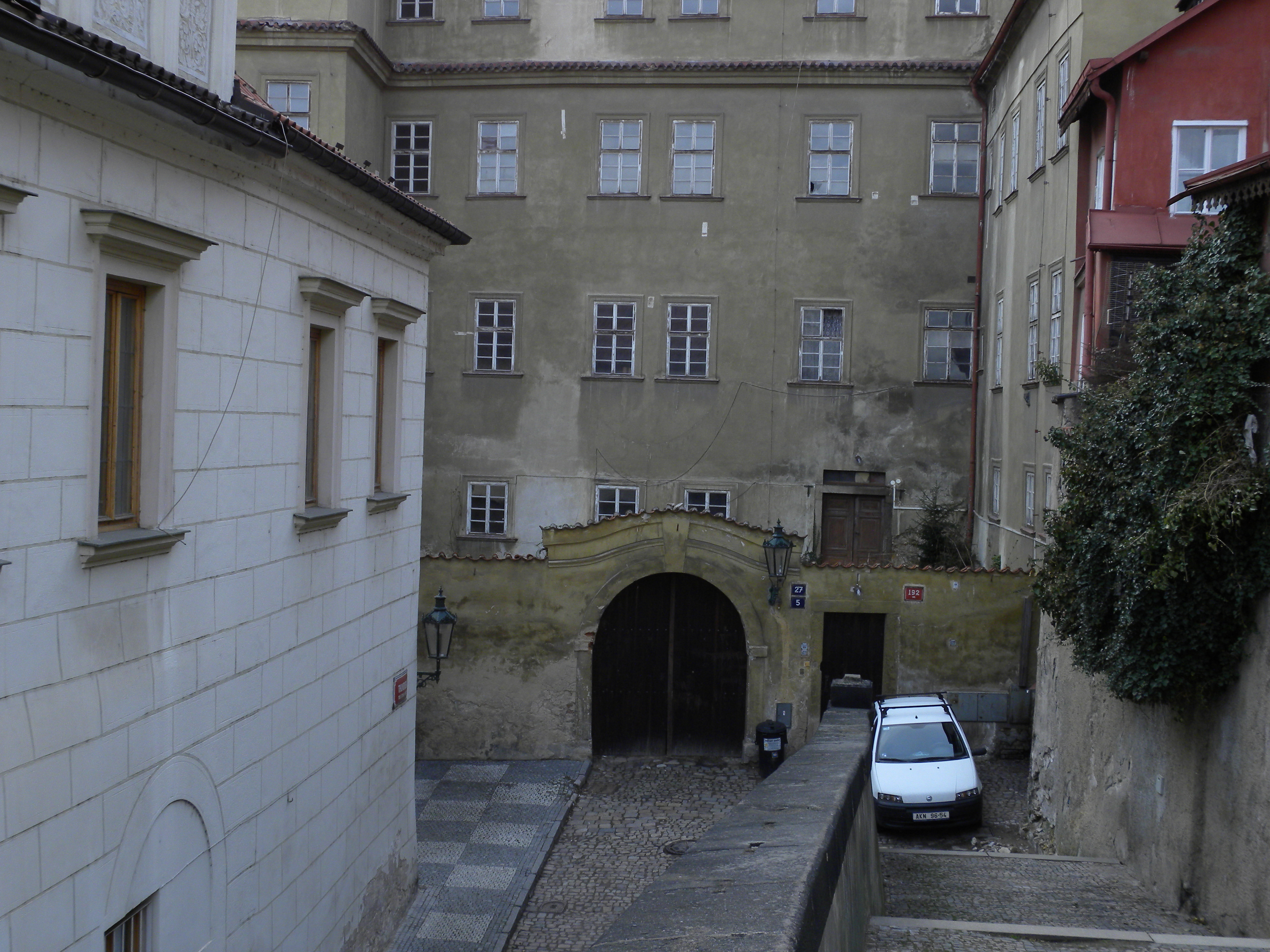
Kajetánský dům, který Jan Dobromil zdědil roku 1829

Po smrti své tety Antonie Neumannové 20. ledna 1829 dědí Kajetánský dům. Díky tomu se stal pražským měšťanem (byť měšťanské právo získá až roku 1840) a tzv. „Hausbesitzerem“. Ovlivněn svými vlasteneckými učiteli na školách a dřívějším děním v Kajetánském domě, rozhodl se zapojit do společenského života. Navštěvoval debatní kroužky mladých intelektuálů v čele s Josefem Kajetánem Tylem. Těm poskytl za příznivou cenu 120 zlatých ročně refektář v Kajetánském domě, kde mohli čeští ochotníci hrát divadlo. První představení proběhlo 27. července 1834 a byla přehrána hra Tři otcové najednou. Pozváni byli např. František Palacký, František Ladislav Čelakovský či Václav Hanka. Pro vystoupení v Kajetánském domě se vžilo označení Kajetánské divadlo.
Ochotníci šest vystoupení zahráli soukromě, neboť neměli povolení k pořádání veřejných vystoupení. To sice později získali, avšak pod podmínkou, že polovina výdělku připadne ústavu chudých. První povolené hraní proběhlo až o půl roku později, 22. února 1835.  Naposledy se v Kajetánském divadle hrálo v červnu 1837.
Jan Dobromil Arbaiter se angažoval při zakládání měšťanské besedy, kdy osobně chodil sbírat podpisy dalších měšťanů. Když pak v Táboře vznikala střední škola, apeloval na městskou radu, aby upřednostnili reálku před gymnáziem. Finančně poté podporoval novou školu. V roce 1847 se oženil s o osmnáct let mladší Kateřinou Jelínkovou.

### Revoluční rok 1848

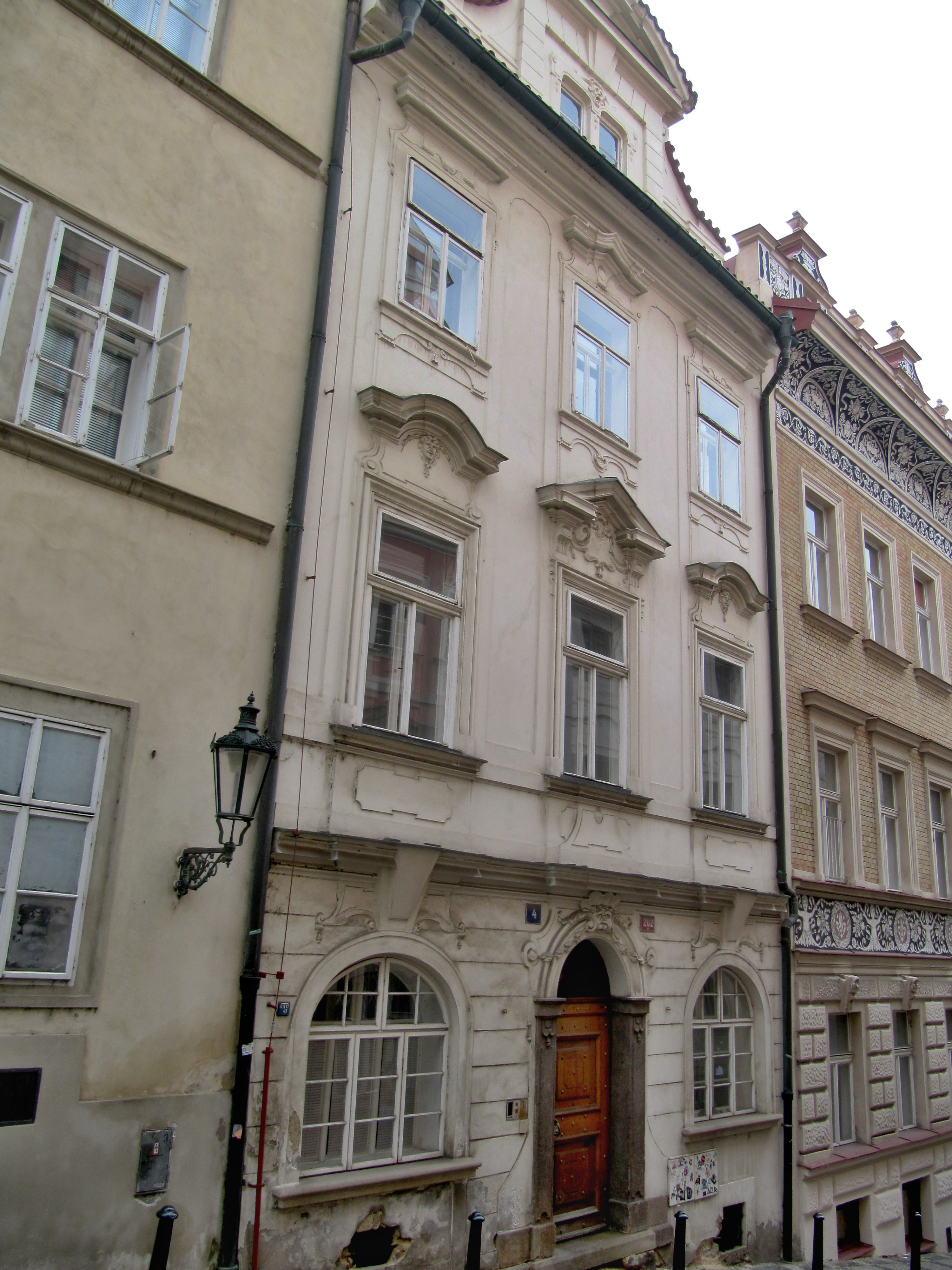
Dům v Zámecké ulici, který zakoupil Jan Dobromil rok před svou smrtí

11. března 1848 byl zvolen členem Svatováclavského výboru, avšak na zásah hraběte Stadiona se do výboru nedostal. Přesto se v přípravě petic angažoval. Na jaře 1849 policie odhalila tzv. májové spiknutí a mezi zatčenými spiklenci se na základě udání ocitlo i několik pražských měšťanů včetně Jana Dobromila Arbaitera. Byl však za několik týdnů opět propuštěn.
Po uvolnění bachova absolutismu se zapojil do nových spolků. Roku 1859 se stal jedním z prvních členů Jednoty pro dostavění chrámu sv. Víta a v listopadu 1861 byl zvolen členem Sboru pro zřízení českého Národního divadla.

### Stáří a smrt
V letech 1866 až 1867 se zasazoval o používání češtiny v měšťanských sborech. Jeho polemiky byly otisknuty např. v Národních listech. 30. srpna 1867 dosáhl úspěchu, když velitel měšťanských sborů A. Klenka při vítání korunovačních klenotů vracejících se z Vídně velel česky. V říjnu 1867 však byl císařem Františkem Josefem I. vydán rozkaz, že měšťanské sbory musí mít jednotné německé velení. Jan Dobromil byl však za svou odvahu jmenován čestným setníkem.
Roku 1869 prodal Kajetánský dům za 60 000 zlatých a zakoupil dvoupatrový dům čp. 202 v Zámecké uličce. Jan Dobromil Arbeiter zemřel 10. února 1870 na zápal plic v Praze a byl pochován na malostranském hřbitově. V důsledku neudržování a stavebních úprav hřbitova se však jeho hrob nedochoval. Jeho žena Kateřina zemřela jako chudá v roce 1896.

## Mecenáš
Jan Dobromil celý život podporoval divadlo jak finančně, tak svými aktivitami. Také se zasazoval o vzdělávání mládeže, zejména pak v Táboře. Místnímu gymnáziu odkázal svou rozsáhlou knihovnu a také založil fond, ze kterého měl být každý rok sponzorován jeden student.
V roce 1837 se také zapojil do spolku nazvaného Stálci, jehož členové se zavázali kupovat (a tím pádem i podporovat) českou literaturu.